# Орландини, Родольфо
Родо́льфо Орланди́ни (исп. Rodolfo Orlandini; 1 января 1905, Буэнос-Айрес — 24 декабря 1990, Буэнос-Айрес) — аргентинский футболист, полузащитник. Серебряный призёр Олимпийских игр 1928 года в Амстердаме. Участник первого чемпионата мира по футболу.

## Карьера
На родине Родольфо Орландини выступал за клубы «Спортиво Буэнос-Айрес» и «Эстудантиль Портеньо», откуда он уехал в Италию, в клуб «Дженоа», дебютировав 1 марта 1931 года в матче с «Ливорно» (победа «Дженоа» 3:2). В генуэзской команде Орландини стал одним из лидеров команды, за которую играл на протяжении 6 лет. В 1936 году Орландини, как и множество аргентинских футболистов, игравших в Италии, был вынужден бежать из страны, причиной этому был всеобщий военный призыв мужского населения Италии, связанный с началом войны в Эфиопии. Орландини уехал из Италии во Францию, где играл за клуб «Ницца», в котором он завершил свою карьеру.
Завершив карьеру игрока, Орландини вернулся в Южную Америку, там он работал с национальными командами Сальвадора, Эквадора и Колумбии. А также с различными клубами Эквадора и Аргентины.

## Достижения
- Чемпион Южной Америки: 1929